# Марано-Вичентино
Марано-Вичентино (итал. Marano Vicentino) — коммуна в Италии, располагается в провинции Виченца области Венеция.
Население составляет 8872 человека, плотность населения составляет 739 чел./км². Занимает площадь 12 км². Почтовый индекс — 36035. Телефонный код — 0445.
В коммуне особо почитается Благовещение Пресвятой Богородицы. Праздник ежегодно празднуется 25 марта.